# Mattia de Rossi
Mattia de Rossi (14 de enero de 1637-2 de agosto de 1695) fue un arquitecto italiano del período barroco, activo principalmente en Roma y las ciudades de los alrededores.

## Biografía
Nacido en Roma en el seno de una familia de arquitectos y artesanos, saltó a la fama bajo la tutela de Gian Lorenzo Bernini , e incluso heredó el cargo de arquitecto jefe de la Fabbrica di San Pietro (Taller de la Basílica de San Pedro ) en 1680 después de que el maestro fallecido. En ese puesto, continuó el trabajo que había iniciado Bernini en la columnata exterior y el Ponte Sant'Angelo .

Trabajó durante un período con notables competidores, incluido el prolífico Carlo Fontana . Entre sus obras se encuentran las fachadas de las iglesias de St. Gall y San Francesco a Ripa (construidas entre 1681 y 1701); acabados o reconstrucción de Sant'Andrea al Quirinale , Santa Maria di Montesanto y Santa Croce e San Bonaventura dei Lucchesi ; la aduana de Ripa Grande ; el Palazzo Muti Papazzurri (atribuido, 1660); el monumento funerario a Giovanna Garzoni en Santi Luca e Martina ; el Mausoleo de León X ; y el monumento a Clemente X en la Basílica de San Pedro. Este último monumento funerario fue diseñado por de Rossi, pero las esculturas fueron completadas por Lazzaro Morelli , Ercole Ferrata y Giuseppe Mazzuoli .
Fue Príncipe o director de la Accademia di San Luca en 1681 y 1690-1693, cuando fue reemplazado por Carlo Fontana.
Una nueva atribución es el diseño, quizás junto con Bernini, de la iglesia central y el complejo de San Bonaventura en Monterano (1677), que, incluso en su estado actual de ruinas, recuerda otras iglesias santuario en la cima de una montaña en Italia. Los edificios fueron encargados por el Príncipe Don Angelo Altieri, sobrino del Papa Clemente X, que acababa de adquirir la finca circundante. Era para los Padri delle Scuole Pie , un grupo de sacerdotes dedicados a la educación.
En 1683, de Rossi trabajó para Camillo Pamphilj en Valmontone , un pequeño pueblo no lejos de Roma. Aquí proyectó la nueva iglesia principal, la Collegiata, o Iglesia de Santa María, inspirada en la iglesia de Sant'Agnese in Agone de Borromini ( Roma ) y la Iglesia de la Assunta en Ariccia , de Bernini .
En 1685 de' Rossi decoró en nombre del cardenal Raimondo Capizucchi la capilla de San Paolo en la iglesia de Santa Maria in Campitelli . [1] [2]